# Station Pysząca
Station Pysząca is een spoorwegstation in de Poolse plaats Pysząca.